# Чарло (Монтана)
Чарло (енгл. Charlo) насељено је место без административног статуса у америчкој савезној држави Монтана.

## Демографија
По попису из 2010. године број становника је 379, што је 60 (-13,7%) становника мање него 2000. године.
| Група             | 2000.       | 2010.       |
| Белци             | 333 (75,9%) | 283 (74,7%) |
| Афроамериканци    | 5 (1,1%)    | 3 (0,8%)    |
| Азијати           | 0 (0,0%)    | 0 (0,0%)    |
| Хиспаноамериканци | 12 (2,7%)   | 11 (2,9%)   |
| Укупно            | 439         | 379         |